# Kahoolawe
Kahoolawe, becenevén „A célsziget” (angolul: The Target Isle) az Amerikai Egyesült Államokhoz tartozó Hawaii állam egyik szigete. A nyolc vulkanikus sziget közül a legkisebb, területe mindössze 116 négyzetkilométer, 11 kilométerre délnyugatra Mauitól és Lanaitól. Legmagasabb pontja a Lua Makika-kráter 450 méteres csúcsa, a Pu’u Moaulanui. A sziget éghajlata nagyon száraz, az esőket Maui magas hegyei blokkolják. 

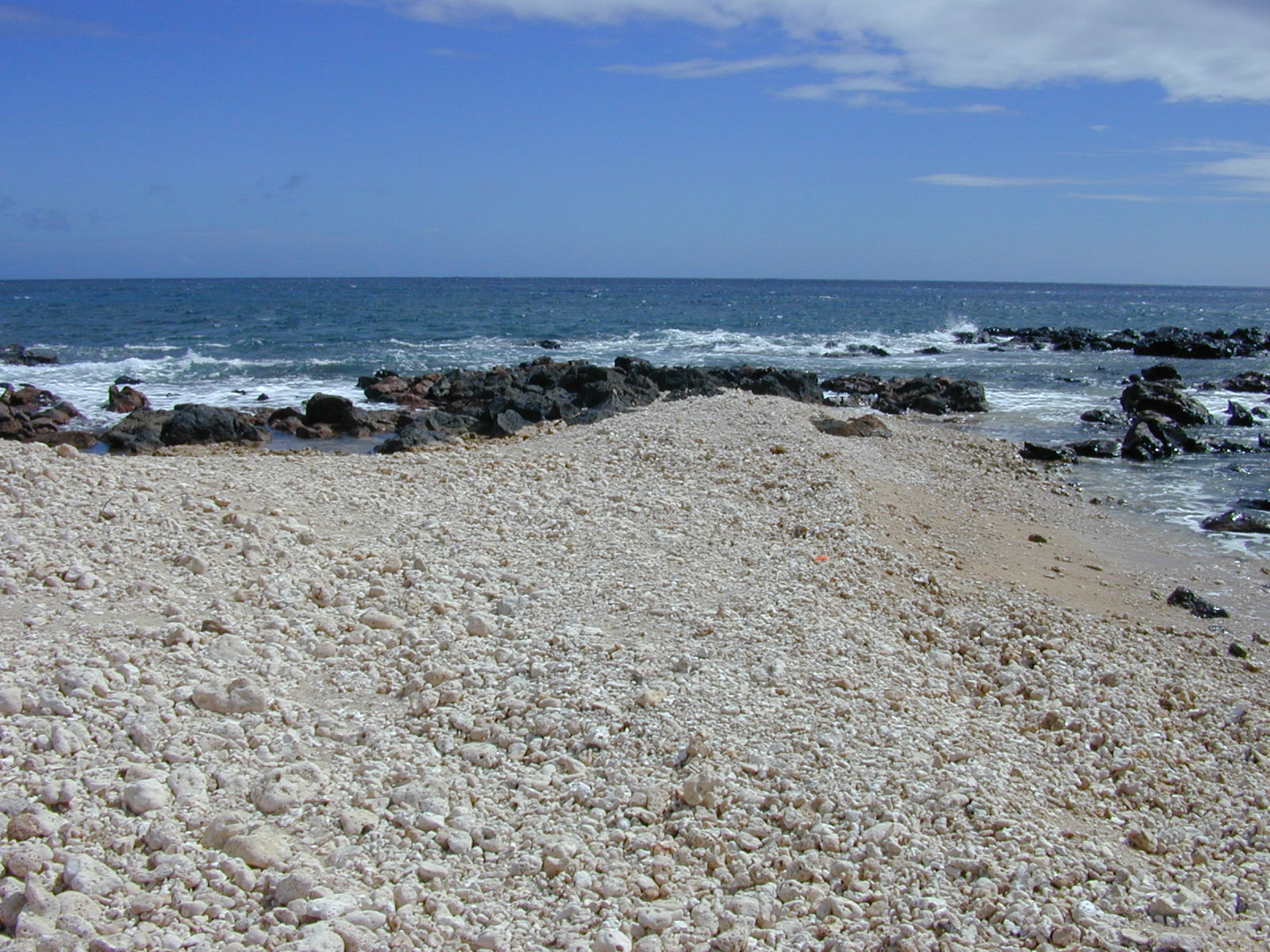
Partszakasz

Kahoolawe nem mindig volt lakatlan. 1500 éve még átmeneti halásztelepülések léteztek a sziget északkeleti részén, Hakiowában. Az akkori erdőket lassan szavannák váltották fel, és a sziget elnéptelenedett. A 19. században fegyenctelepet létesítettek itt, de a sivár körülményeket a rabok sem bírták sokáig. A kontinensről érkező bevándorlók még láttak fantáziát a kopár földben, volt aki farmot is létesített rajta. 1941-ben a hadsereg kezelésébe került, és sorsa ezzel végleg megpecsételődött. A második világháború csendes-óceáni kiképzőközpontját hozták itt létre, ahol az olyan kis szigetek lerohanását gyakorolták, mint Gilbert, Mariana és Iwo Jima szigete. A kiképzések folytatódtak, majd 1976-ban megalakult a Protect Kahoolawe’Ohana (PKO), amely a sziget demilitarizálását tűzte ki célul. Vezetői később a tengerbe vesztek egy baleset során, de annyit elértek, hogy a haditengerészet felügyelete alatt megkezdődhetett a sziget régészeti feltárása és a fertőzött talaj átvizsgálása.  A sziget lőtérként való használata 1990-ben szűnt meg, de a fel nem robbant bombák és lőszerek hatástalanítása csak évekkel később kezdődött. És azóta is folyik annak ellenére, hogy a haditengerészet 400 millió dollárt és tíz évet kapott erre a feladatra. Kahoolawe 1993 óta szigetrezervátum, de még nem látogatható.

## Külső hivatkozások
- A szigetről